# Zucchero
Zucchero, rodným jménem Adelmo Fornaciari (* 25. září 1955, Reggio nell'Emilia), všeobecně známý pod uměleckým jménem Zucchero Fornaciari, je italský rockový zpěvák a skladatel ovlivněný několika hudebními styly jako jsou gospel, blues, rock, především pak ale baladickou a rytmickou linkou ve stylu boogie.

## Osobní život
Narodil se jako Adelmo Fornaciari v severoitalském městě Reggio nell'Emilia. Většinu dětství však strávil v toskánském přímořském letovisku Forte dei Marmi. V současnosti žije v Pontremoli. Občas koncertuje se svou dcerou Irene Fornaciariovou.
Jeho hudební kariéra začala v roce 1970, kdy byl členem několika neznámých skupin jako I ducali, Le nuove luci, Sugar & Daniel, Sugar & Candies, a také formace Taxi se kterou v roce 1981 vyhrál na hudebním festivalu Castrocaro. O rok později se poprvé objevil na známém Festivalu Sanremo s písní Una notte che vola via, v roce 1983 pak zpíval skladbu Nuvola na festivalu ve Fiori. Stejného roku vydal první album Un po' di Zucchero s průměrným ohlasem.
Roku 1984 přechodně přesídlil do Kalifornie, kde spolupracoval s italským producentem Corradem Rusticim. Výsledkem práce se stalo album s názvem Donne, které vyšlo v roce 1985. Titulní píseň Donne se stala v rodné Itálii hitem. Následovalo album Blue's z roku 1988, které se stalo nejprodávanější nahrávkou v italské historii a jméno Zucchero zdomácnělo jak v rodné zemi, tak i ve zbytku Evropy. Hity se staly písně Con Le Mani, Solo una sana... a zejména Senza una Donna, kterou nazpíval s Paulem Youngem. Na následujícím turné se na jevišti potkal například s Joe Cockerem, Rayem Charlesem nebo Dee Dee Bridgewaterovou.
V roce 1989 vydává v Memphisu se skupinou desku Oro incenso e birra, album které je do značné míry ovlivněno americkým soulem. Obsahuje hity jako Diamante, Overdose (d'Amore), Il Mare a Wonderful World. V rolích spoluhráčů se zde objevili Eric Clapton či bluesový zpěvák Rufus Thomas. Album se stalo jedním z jeho nejúspěšnějších, když se ho celosvětově prodalo více než předchozího.

### Mezinárodní úspěch

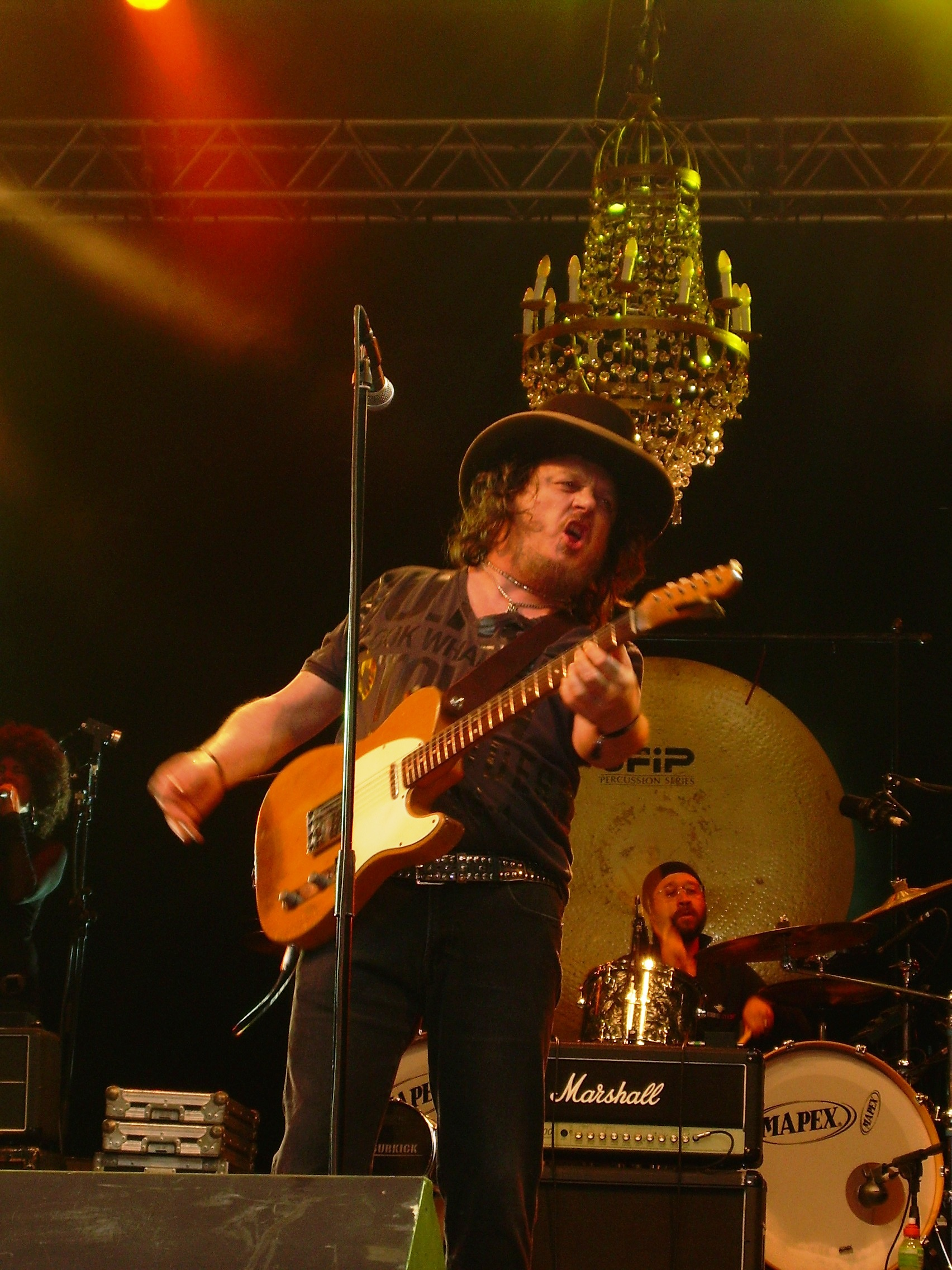
Na dánském festivalu ve Skanderborgu, 2007

Po více než milionu prodaných kopií alb Blue's a Oro incenso e birra jen v Ïtálii, se v roce 1990 vydal dobýt zbytek Evropy. Začal produkovat anglické verze svých písní. Nejslavnější skladbou je Senza una Donna (Bez ženy), která má jak sólovou verzi, tak i formu duetu spolu s Paulem Youngem. V období 1991–1993 nahrál písně se slavnými zpěváky jako jsou Sting, Luciano Pavarotti, Andrea Bocelli, Peter Maffay, Elton John, Brian May a Eric Clapton. Většina z těchto duetů se objevil na kompilačním albu Zu & Co. z roku 2004. V roce 1992 se účastnil se skupinou Queen vzpomínkového koncertu na Freddie Mercuryho, když zazpíval Las Palabras de Amor. Roku 1991 vydal první živé album Live at the Kremlin z moskevského koncertu, kde se v roli hostů objevili Randy Crawfordová a Toni Childsová.
V roce 1992 vydal album Miserere. O dva roky později se objevil jako jediný z evropských zpěváků na 25. výročním koncertu k pořádání Festivalu ve Woodstocku. Roku 1995 vydal album Spirito DiVino, které obsahuje hity jako Il Volo, Papa perché? a X colpa di chi. Prodejnost překročila 3 miliony kopií po Evropě a deska se umístila na prvním místě celoroční italské hitparády. Následovaly další alba – "The Best of Zucchero: Sugar Fornaciari's Greatest Hits" a v roce 2002 bylo vydáno skvělé album "Shake", které obsahuje jeden z největších Zuccherových hitů "Baila Morena" nebo duet s bluesmanem Johnem Lee Hookerem ("I lay down"). Následovalo Shake world tour.
Na jaře 2004 byla vydána deska Zu & Co produkovaná dlouhých šestnáct let, která obsahuje duety se známými zpěváky jako Sting, B. B. King, Miles Davis, Maná, Sheryl Crow, Eric Clapton a Solomon Burke. 6. května 2004 jej pak představil na koncertu v londýnské Royal Albert Hall, kterého se zúčastnila řada hostů, mimo jiné zde uvedl cover verzi skladby Everybody's Got To Learn Sometime s korejskou houslistkou Jenny Bae. V červenci 2005 vystoupil na charitativním koncertu Live 8, a to jak na pódiu v Římě, tak i v Paříži.
V září 2006 bylo vydáno studiové album Fly, které obsahuje hity Bacco perbacco, Cuba libre, Occhi, a Un Kilo. Po dalším kompilačním albu následovalo během jara 2008 evropské turné nazvané All the Best tour, které zahrnovalo koncerty v Royal Albert Hall, na Rudém náměstí v Moskvě i fotbalovém stadionu AC Milan San Siro. Poté účinkoval v newyorské Carnegie Hall a poprvé v Austrálii. V listopadu 2008 vydal živou nahrávku Live in Italy, kterou tvořila sada 2 CD a 2 DVD s vystoupeními ve Veroně 2007 a Miláně 2008.
V listopadu roku 2011 přichází nové album "Chocabeck". Zucchero se zde vrací ke svým kořenům a do svého rodného kraje. Album produkovali Don Was, Brendan O’Brien a Zucchero. Celkový zvuk alba je jiný, než u předchozích – využívá se zde například více strunných nástrojů ve stylu "Arpeggio", tzn.harfový způsob hraní rozložených kytarových akordů. K anglické verzi písně "Il Suono Della Domenica" napsal text Bono. Následovalo opět světové turné Chocabeck tour 2012.
V dubnu 2016 Zucchero vydává zatím své poslední album "Black Cat", které pojednává o návratu k Blues a Blues rocku a bylo nahráváno ve městech jako je New Orleans a Nashville. O produkci se tentokrát postarali T Bone Burnett, Brendan O'Brien a Don Was. Stejně jako na předchozím albu, i zde Zucchero spolupracoval s Bonem, který napsal anglickou verzi textu k písni "Ci si arrende". O skvělém úspěchu následujícího Black Cat World Tour se nedá pochybovat, protože si jej ve 137 představeních nenechalo ujít více než 1 milion diváků. V září 2016 vystoupil Zucchero v rámci tohoto turné v České republice ve Foru Karlín.

## Výběr diskografie
- Un po' di Zucchero (1983)
- Zucchero and the Randy Jackson Band (1985)
- Rispetto (1986)
- Blue's (1987)
- Snack Bar Budapest (1988, filmový soundtrack)
- Oro incenso e birra (1989)
- Zucchero sings his hits in English (1990)
- Zucchero (1991)
- Zucchero Live at the Kremlin (1991)
- Miserere (1992)
- Diamante (1994)
- Spirito DiVino (1995)
- The best of Zucchero Sugar Fornaciari's greatest hits (1997)
- Bluesugar (1998)
- Overdose d'amore the ballads (1999)
- Bluesugar & Whitechristmas (1999)
- Shake (2001)
- Zu & Co. (2004)
- Zu & Co live at the Royal Albert Hall - May 6, 2004 (2004)
- Zucchero & Co - American edition (2005)
- Zu & Co ultimate duets collection (2 CDs + DVD, 2005)
- Fly (2006)
- All the Best (2007)
- Live in Italy (2 CDs + 2 DVDs, 2008)
- Chocabeck (2010)
- La Sesion Cubana (2012)
- Black Cat (2016)
- D.O.C. (2019)